# Universidad de Boyacá
La Universidad de Boyacá (UdB) es una universidad privada de carácter nacional fundada en 1979 que cuenta con acreditación internacional otorgada por la Red Internacional de Evaluadores (RIEV), con sede principal en la ciudad de Tunja. Es la primera universidad  de Colombia en recibir acreditación internacional RIEV, recordando que cuenta con la acreditación de alta calidad dada por el Ministerio de Educación Nacional de Colombia mediante Resolución n.º 014044 del 19 de julio de 2022. Cuenta con una sede central en Tunja y dos sedes seccionales en Sogamoso y Yopal. En la Universidad funcionan 6 facultades, 20 programas académicos de pregrado presenciales, de los cuales tres se ofrecen en modalidades presencial y virtual (Administración de Empresas, Contaduría Pública e Ingeniería Industrial) y 18 de postgrado (6 Maestrías, 1 Especialidad Médico Clínica y 11 Especializaciones. La Universidad fue creada con el fin de convertirse en el primer centro privado de educación superior en Boyacá.

## Historia
La Universidad de Boyacá fue fundada en la ciudad de Tunja el 22 de septiembre de 1979, con el deseo de un académico oriundo de Guateque, el Dr. Osmar Correal Cabral, y una economista bogotana, la Dra. Rosita Cuervo Payeras.
Pasaron algunos años y en 1983 la Institución centró su sede en el Claustro Santo Domingo, momento en el que ofrecía más de diez programas académicos de pregrado y dos de postgrado. En el año 1993 se produjo el cambio de su naturaleza jurídica, obteniendo el carácter de “Fundación Universitaria de Boyacá”, año en el que sus Directivas inician la construcción de la primera edificación propia en el campus central de los Muiscas en Tunja. Una vez  que la institución cumplió todos los requisitos y exigencias del Ministerio de Educación Nacional de Colombia referentes al cambio de carácter, el 16 de septiembre de 2004, se hace el reconocimiento como Universidad, mediante el Decreto 2910 del despacho del Ministro de Educación Nacional.
La Universidad de Boyacá, en el año 2011, extiende su cobertura académica en el departamento de Boyacá inaugurando la sede de Sogamoso con los programas de Derecho y Ciencias Políticas, Ingeniería Ambiental, Ingeniería Industrial, Arquitectura, Psicología, Administración de Empresas y la Especialización en Gerencia de Proyectos. 
En el año 2006 la Universidad de Boyacá inició labores en la sede de Yopal en donde, por ahora, solo ofrece los programas de Especialización en: Sistemas Integrados de Gestión QHSE y Gerencia de Proyectos.

## Localización

### Sede Principal
La Sede Principal también llamada campus universitario “Osmar Correal Cabral” , se encuentra al norte de la ciudad de  Tunja. Cra. 2 Este No. 64 - 169.

### Sedes Seccionales
- Sede Sogamoso en donde funciona el campus universitario "Rosita Cuervo Payeras"

Carrera 11 No. 26 - 18 Barrio El Recreo Sogamoso
- Sede Yopal

Carrera 19 No. 7 - 44, Yopal
- Oficina en Bogotá

Carrera 13 No. 93 - 85 / Ofc. 306, Bogotá

## Programas Académicos

### Programas de Pregrado sede Tunja
En la sede central de Tunja funcionan las principales facultades en donde se coordinan los programas académicos de pregrado y postgrado.

#### Facultad de Ciencias e Ingenierías
| Programa                                               | Jornada | Semestres |
| ------------------------------------------------------ | ------- | --------- |
| Ingeniería Sanitaria                                   | Única   | 9         |
| Ingeniería Mecatrónica                                 | Única   | 10        |
| Ingeniería Industrial (modalidad presencial y virtual) | Única   | 9         |
| Ingeniería Ambiental                                   | Única   | 9         |
| Ingeniería de Sistemas                                 | Única   | 9         |
| Ingeniería en Multimedia                               | Única   | 9         |
| Ingeniería Civil                                       | Única   | 9         |

#### Facultad de Ciencias de La Salud
| Programa                            | Jornada | Semestres |
| ----------------------------------- | ------- | --------- |
| Medicina                            | Única   | 12        |
| Fisioterapia                        | Única   | 9         |
| Terapia Respiratoria                | Única   | 8         |
| Bacteriología y Laboratorio Clínico | Única   | 10        |
| Enfermería                          | Única   | 8         |

#### Facultad de Ciencias Administrativas y Contables
| Programa                                                    | Jornada | Semestres |
| ----------------------------------------------------------- | ------- | --------- |
| Administración y Negocios Internacionales                   | Única   | 8         |
| Administración de Empresas (Modalidad presencial y virtual) | Única   | 8         |
| Contaduría Pública (Modalidad presencial y virtual)         | Única   | 8         |

#### Facultad de Ciencias Humanas y Educativas
| Programa                           | Jornada | Semestres |
| ---------------------------------- | ------- | --------- |
| Psicología                         | Única   | 10        |
| Licenciatura en Pedagogía Infantil | Única   | 10        |

#### Facultad de Ciencias Jurídicas y Sociales
| Programa                     | Jornada | Semestres |
| ---------------------------- | ------- | --------- |
| Comunicación Social          | Única   | 9         |
| Derecho y Ciencias Políticas | Única   | 10        |

#### Facultad de Arquitectura, Diseño y Urbanismo
| Programa       | Jornada | Semestres |
| -------------- | ------- | --------- |
| Arquitectura   | Única   | 10        |
| Diseño Gráfico | Única   | 8         |

- Datos extraídos de la página oficial de la Universidad de Boyacá.[3]